# Radzionków
Radzionków [raˈʥɔnkuf] (deutsch Radzionkau, in Schlesien auch Cidry) ist eine Industriestadt mit etwa 17.000 Einwohnern in Polen. Sie liegt sieben Kilometer nördlich von Bytom (Beuthen) im Powiat Tarnogórski, Woiwodschaft Schlesien.

## Geschichte
Das Dorf Radzionkau im Beuthener Land, in dem schon im Mittelalter Bergbau nachweisbar ist, war schon 1326 ein Pfarrort. Die Erwähnung als Pfarrort ist der erste schriftliche Nachweis des Ortes.
Ab dem 18. Jahrhundert erlangte der Ort durch den Abbau von Galmeierz (Zinkerz) große Bedeutung. Die Bergwerksgesellschaft Georg von Giesche’s Erben wurde in der Folgezeit zum größten Unternehmen des Ortes.
1868 erhielt Radzionkau, gelegen im preußischen Kreis Tarnowitz, eine Eisenbahnverbindung nach Tarnowitz und Beuthen.
Zwischen 1871 und 1877 stand auch eine Steinkohlegrube namens Radzionkau in Betrieb, außerdem wurden auch Eisenerz und Kalkstein gefördert.
Giesche errichtete 1883 eine Zinkhütte und wenig später auch eine Rösterei zur Aufbereitung von Zinkblende.
Nach der Volksabstimmung in Oberschlesien kam der Ort 1922 zu Polen.
Radzionków erhielt am 28. Juli 1951 Stadtrecht. Am 1. Juli 1975 wurde die Stadt nach Bytom eingemeindet.
Die Bergwerke in Radzionków wurden am 31. Dezember 1996 stillgelegt, damit ging die lange Bergbautradition zu Ende und 3000 Bergleute verloren ihre Arbeit. Seit dieser Zeit ist die Einwohnerzahl der Stadt stark rückläufig.
Zum 1. Januar 1998 erlangte Radzionków wieder die Selbständigkeit als Stadt.

### Einwohnerentwicklung
| Jahr | Einwohner | Jahr | Einwohner |
| ---- | --------- | ---- | --------- |
| 1750 | 370       | 1925 | 13.704    |
| 1825 | 690       | 1936 | 15.359    |
| 1850 | 1.399     | 1941 | 16.951    |
| 1855 | 1.348     | 1961 | 24.981    |
| 1885 | 5.031     | 1970 | 27.884    |
| 1900 | 8.261     | 1973 | 32.700    |
| 1905 | 11.445    | 2005 | 17.328    |
| 1910 | 12.141    |      |           |

## Verkehr
Der Bahnhof Radzionków liegt an der Bahnstrecke Chorzów–Tczew und ist Endpunkt der nicht mehr im Personenverkehr betriebenen Bahnstrecke Chorzów–Radzionków.

## Kultur

### Deportationszentrum
2015 wurde im ehemaligen Bahnhof ein Dokumentationszentrum der Deportation von Oberschlesiern zur Zwangsarbeit in die Sowjetunion zum Ende des Zweiten Weltkriegs eröffnet. Neben seinen Ausstellungsstücken biete es einen interaktiven Zugang.

## Partnerstädte
- Dobre Miasto, Polen
- Boguszów-Gorce, Polen

## Söhne und Töchter der Stadt
- Paul Letocha (1834–1911), deutscher Jurist und Politiker
- Paul Othma (1905–1969), deutscher Handwerker, Opfer der Diktatur in der DDR
- Eugeniusz Juretzko (1939–2018), polnischer Ordensgeistlicher, römisch-katholischer Bischof von Yokadouma in Kamerun